# ウィットニー・ピーク
ホイットニーピーク（2003年1月28日 - ）は、アメリカ合衆国の女優。2017年、14歳のときにテレビ映画『Campfire Kiss』と映画『モリーズ・ゲーム』で女優デビュー。2021年のHBO Maxティーンドラマ『ゴシップガール』で主演をした。彼女の他の作品は、 Apple TVの+シリーズ『レポーター・ガール』やNetflixのシリーズ『サブリナ: ダーク・アドベンチャー 』。

## 幼少期
ピークはウガンダのカンパラで生まれ、ウガンダの美容師の母とカナダのパイロット兼エンジニアの父の四人兄妹の末娘です。彼女は寄宿学校に通い、競泳選手であり、子供の頃に父親と一緒に旅行しました。 彼女の家族は2012年にカナダのバンクーバーに移り、ブリティッシュコロンビア州のポートコキットラムに定住し、そこでピークはカナダの高校センテニアル・セカンダリー・スクール(公立学校)に転校ました。  

## 主な出演作品
| 年        | 題名                                                            | 役名                       | ノート                                               |
| --------- | --------------------------------------------------------------- | -------------------------- | ---------------------------------------------------- |
| 2017      | Campfire Kiss                                                   | ジリアン                   | テレビ映画                                           |
| 2017      | モリーズ・ゲーム Molly's Game                                   | ステラ                     |                                                      |
| 2018      | レジェンド・オブ・トゥモロー DC's Legends of Tomorrow           | レニス                     | エピソード：「ウェットホットアメリカンバマー」       |
| 2019-2020 | サブリナ: ダーク・アドベンチャー Chilling Adventures of Sabrina | ジュディス・ブラックウッド | 10話                                                 |
| 2019      | iゾンビ iZombie                                                 | 学生                       | エピソード：「ファイブ、シックス、セブン、食べた！」 |
| 2020      | レポーター・ガール Home Before Dark                             | アルファジェシカ           | [ 7 ]                                                |
| 2021      | ゴシップ・ガール Gossip Girl                                    | ゾヤ・ロット               | メイン                                               |
| 2022      | ホーカスポーカス2 Hocus Pocus 2                                 | ベッカ                     | メイン                                               |
| TBA       | Untitled Shark's Movie                                          |                            |                                                      |